# Andrés Viera
Andrés Antonio Viera Grano, más conocido como Andrés Viera, (Montevideo, 16 de octubre de 1992) es un jugador de balonmano uruguayo que juega de portero en la Scuola Italiana. Es internacional con la selección de balonmano de Uruguay.
Viera formó parte de la selección uruguaya en el Campeonato Mundial de Balonmano Masculino de 2021, en el que su selección participaba por primera vez, donde dejó un partido para el recuerdo frente a campeona de Europa de 2020, la selección de balonmano de España, a la que le detuvo 12 lanzamientos en la segunda mitad, teniendo una efectividad cercana al 50% en portería.

## Clubes
| Club            | País    | Año         |
| --------------- | ------- | ----------- |
| Scuola Italiana | Uruguay | 2011 - Act. |

## Palmarés

### Selección nacional

#### Juegos Suramericanos
- Medalla de bronce en los Juegos Suramericanos de 2022